# 인계로
인계로(仁溪路, Ingye-ro)는 대한민국 경기도 수원시 팔달구 인계동 팽나무고개3거리에서 팔달구 인계동 삼성교4거리를 잇는 도로다.

## 주요 경유지
- 수원시 팔달구 인계동

## 노선
| 이름             | 접속 노선                    | 소재지 | 소재지 | 비고 |
| ---------------- | ---------------------------- | ------ | ------ | ---- |
| 팽나무고개삼거리 | 정조로                       | 수원시 | 팔달구 |      |
| (이름없음)       | 세지로                       | 수원시 | 팔달구 |      |
| 장다리사거리     | 장다리로                     | 수원시 | 팔달구 |      |
| 인계사거리       | 국도 제1호선 (경수대로)      | 수원시 | 팔달구 |      |
| 인도래사거리     | 권광로                       | 수원시 | 팔달구 |      |
| 효원공원삼거리   | 효원로307번길                | 수원시 | 팔달구 |      |
| 신매탄사거리     | 수원시도 제51호선 (동수원로) | 수원시 | 팔달구 |      |
| 매탄초교사거리   | 매탄로                       | 수원시 | 팔달구 |      |
| (이름없음)       | 산남로 인계로270번길         | 수원시 | 팔달구 |      |
| 삼성교사거리     | 동탄원천로                   | 수원시 | 팔달구 |      |

## 주요건물및 시설
- S-OIL 수원주유소 (인계로 76/인계동 977-1)
- 커피빈 수원인계DT점 (인계로 79/인계동 967-4)
- KFC 수원인계DT점 (인계로 98/인계동 1019-1)
- KBS 수원아트홀 (인계로 123/인계동 616-2)
- 할리스 인계써드아이점 (인계로 130/인계동 1036-5)
- GS칼텍스 인계동주유소 (인계로 139/인계동 452-42)
- GS25 인계리슈빌점 (인계로 140/인계동 1037)
- 동수원우체국 (인계로 143/인계동 465-2)
- 뉴코아아울렛 동수원점 (인계로 154/인계동 1114-1)
- 한국국토정보공사 경기남부지역본부 (인계동 170/인계동 1116)
- 농협 문화로지점 (인계로 178/인계동 1116-1)
- CU 매탄성일W점 (인계로 239/인계동 810-4)
- GS25 수원매탄점 (인계로 239/인계동 810-4)
- 이디야커피 수원삼성교점 (인계로 289/인계동 866-26)